# Kruszki (województwo wielkopolskie)
Kruszki – wieś krajeńska w Polsce położona w województwie wielkopolskim, w powiecie pilskim, w gminie Łobżenica.
W latach 1975–1998 miejscowość administracyjnie należała do województwa pilskiego.
Inne miejscowości o nazwie Kruszki: Kruszki, Kruszka